# Joan Vidal i Valls
Joan Vidal i Valls (Ripollet, 1853 – Barcelona, 1925) fou un advocat i polític republicà català, diputat provincial i regidor municipal.

## Trajectòria política
Es llicencià en dret i el 1903 fou membre de la junta directiva del Col·legi d'Advocats de Barcelona. Fou redactor de La Publicidad, soci de l'Ateneu Barcelonès i diputat de la Diputació de Barcelona pel districte de Manresa-Terrassa el 1892 i pel de Terrassa-Sabadell el 1896 i el 1901.
Políticament milità primer en el Partit Republicà Possibilista, i fou president del Centre Republicà el 1889, després en la Unió Republicana i, finalment, fou un dels creadors de la Unió Federal Nacionalista Republicana, en representació de la qual fou regidor municipal a l'ajuntament de Barcelona el 1911. Durant el seu mandat va ordenar reorganitzar la Casa de Lactància Municipal.